# Айман Захер
Айман Захер (фр. Ayman Zaher; нар. 6 червня 1967, м. Ямусукро, Кот-д'Івуар) — економіст, підприємець та громадський діяч Кот-д'Івуару. Почесний Генеральний консул України у Республіці Кот-д'Івуар.

## Біографія
Народився 6 червня 1967 року у м. Ямусукро, Кот-д'Івуар. Освіта вища, за фахом економіст.
Засновник та керівник низки компаній, у тому числі: SINCOB, S.I.B.T, DAFNE, Equatour voyages, N.S.S, WOODEX, AFRIEX, які працюють у деревообробній галузі, будівництві, туризмі та торгівлі.
Крім того займається громадською діяльністю.
У 1994—1995 роках — Президент футбольної секції USY 1-ї ліги.
З 1995 по 1996 рік — Президент USY ATHLETIQUES м. Ямусукро.
У 1996 році — Почесний президент центрального комітету USY.
У 1997—1999 роках обіймав посаду позаштатного радника Секретаріату Президента Кот-д'Івуару в зв'язках з громадськими організаціями.
З 2007 року — заступник генерального секретаря Національної палати судових виконавців.
З 2008 року — Консультант Міністра туризму і ремісництва з питань залучення інвестицій.
1 червня 2009 року був призначений Почесним Генеральним консулом України в Абіджані. У 2016 році зустрічався з Міністром закордонних справ Кот-д'Івуару.
У 2021 році перебував в Україні й відвідав Черкаський національний університет.

## Нагороди
- Кавалер Національного Ордену Республіки Кот-д'Івуар (1998)[2]